# كانتون تولكان
كانتون تولكان (بالإنجليزية: Tulcán Canton)‏ هو كانتون في الإكوادور، يتبع مقاطعة كارتشي.

## أعلام
- ريتشارد كاراباز